# Leobardo Reynoso
Leobardo Reynoso Gutiérrez, también citado como Leobardo Reynoso Rodríguez o Leobardo Reynoso González (Juchipila, Zacatecas, 18 de enero de 1902 - Ciudad de México, 2 de mayo de 1993), fue un político y diplomático mexicano que desempeñó dos veces el cargo de diputado federal, senador de la República y gobernador del Estado de Zacatecas, embajador de México en Portugal, Guatemala y Dinamarca.

## Biografía
Nació en Juchipila, Zacatecas el 18 de enero de 1902 siendo hijo de Brígido Reynoso y María Gutiérrez de Reynoso. No tuvo estudios elementales y fue autodidacta. Fue cartero en su natal Juchipila, y en los años 1920, se trasladó a la Ciudad de México. Se desempeñó como Gobernante en Zacatecas en 1944. Durante su administración se construyó el edificio actual de la Benemérita Escuela Normal Manuel Ávila Camacho, cuya construcción comenzó el 17 de septiembre de 1946 cuando, Jaime Torres Bodet era secretario de Educación Pública y el ahora Museo Francisco Goitia, también construido en su periodo de mandato. Fue líder de ambas cámaras del Congreso Federal de México.